# Nyssodrysina pulchella
Nyssodrysina pulchella är en skalbaggsart som först beskrevs av Bates 1863.  Nyssodrysina pulchella ingår i släktet Nyssodrysina och familjen långhorningar. Inga underarter finns listade i Catalogue of Life.